# Hans-Joachim Blau
Hans-Joachim Ernst August Blau, auch Achim Blau (* 29. November 1934 in Frankfurt (Oder); † 12. September 2014 in Rostock) war ein deutscher Kinderarzt und Hochschullehrer. 

## Leben

### Familie
Hans-Joachim Blau war unehelicher Sohn des Modelltischlers Ernst Schultze. Seine Mutter war die Köchin Erna Blau. 
1953 heiratete er die Kinderärztin Sanitätsrätin Tatjana, geb. Obuchowa (1935–2020). Aus dieser Ehe gingen drei Kinder hervor: eine Tochter, geboren 1963, und zwei Söhne, die 1960 und 1975 zur Welt kamen. Alle drei Kinder wählten den medizinischen Beruf und wurden Ärzte.

### Werdegang
Hans-Joachim Blau besuchte von 1941 bis 1952 die Schule in Frankfurt an der Oder und legte 1953 das Abitur an der Landesoberschule Wiesenburg/Mark ab. 
Von 1953 bis 1959 studierte er Medizin am Leningrader Pädiatrischen Medizinischen Institut, das heute in Sankt Petersburg, Russische Föderation, angesiedelt ist. Nach seinem Abschluss mit dem Diplom als Arzt erhielt er 1959 die Approbation in Rostock an der Universitäts-Kinderklinik (UKK). Dort begann er seine Karriere als Assistenzarzt und stieg im Laufe der Jahre zum Stationsarzt, Oberarzt und schließlich zum Ersten Oberarzt und Abteilungsleiter auf.
Seine Promotion zum Dr. med. im Jahr 1964 behandelte ein pädiatrisch-hämatologisches Thema: Basophile und eosinophile Granulozyten bei verschiedenen Krankheitszuständen im Kindesalter. Nach erfolgreichem Abschluss erlangte er 1965 den Facharzttitel für Kinderheilkunde. 
Er war von 1967 bis 1989 Studienleiter Lymphogranulomatose und führte von 1967 bis 1993 eine Spezialsprechstunde für hämatologisch-onkologisch kranke Kinder, dazu hatte er die "Patenschaft" über die entsprechende Selbsthilfegruppe der Eltern.    
Von 1968 bis 1992 hielt er Vorlesungen in Pädiatrie, pädiatrischer Hämatologie und Onkologie sowie Immunologie an der Universität Rostock.   
Er setzte seine akademische Laufbahn mit einer zweiten Promotion im Jahr 1971 fort, für die er den Titel Dr. sc. med. erhielt. Diese Arbeit beschäftigte sich mit klinischen und tierexperimentellen Untersuchungen zu aktuellen Problemen der Leukämie im Kindesalter und trug zur Leukämogeneseforschung bei.
Von 1972 bis 1989 war er Leiter der Abteilung für Immunpathologie und Hämatologie an der UKK Rostock und diente von 1971 bis 1989 als erster Stellvertreter des Klinikdirektors. 1977 wurde er zum ordentlichen Professor an der Universität Rostock ernannt und übernahm einen Lehrstuhl für Pädiatrie. In den Jahren 1976, 1980 und 1990 war er Gastprofessor an der Medizinischen Hochschule in Santa Clara, Kuba. Zudem war er von 1978 bis 1979 Forschungsprofessor und Hospitant am Pädiatrischen Institut sowie am Onkologischen Zentrum der Akademie der Medizinischen Wissenschaften der UdSSR in Moskau.
Seine internationale Erfahrung setzte sich fort, als er 1980 als Visiting Professor an der Staatlichen Universität von North Carolina in Chapel Hill und an der Brown University in Providence, Rhode Island, USA, tätig war. 
Neben seiner Lehrtätigkeit war er auch aktiv in der akademischen Selbstverwaltung. Er war von 1971 bis 1989 Mitglied des Rates des Bereiches Medizin und übernahm die Rolle des Kulturbeauftragten. Zudem war er Studienjahresleiter des 4. Studienjahres Medizin von 1976 bis 1986. Von 1994 bis 2000 war er Chefarzt der Mutter-und Kind-Klinik im Ostseeheilbad Zingst.
Hans-Joachim Blau wurde 2000 in den Ruhestand versetzt, blieb jedoch bis 2002 als externer Fachberater an der BARMER Mutter- und Kindklinik in Grömitz tätig. Dort war er maßgeblich am Aufbau und der Durchführung einer integrativen onkologischen Rehabilitation für Mütter und Kinder beteiligt.

### Berufliches Wirken
Hans-Joachim Blau hat durch seine umfangreiche Forschung, Lehre und klinische Praxis einen Beitrag zur Pädiatrie und zur Behandlung von krebskranken Kindern geleistet und sich für die Gesundheitsversorgung von Kindern engagiert. Seine wissenschaftlichen Beiträge umfassten zahlreiche Werke, darunter die Herausgabe und Mitautorschaft von Fachbüchern wie Pädiatrische Immunologie und Krebs im Kindesalter sowie zahlreiche Publikationen in verschiedenen medizinischen Fachzeitschriften im In- und Ausland.

## Mitgliedschaften
Hans-Joachim Blau war auch aktiv in wissenschaftlichen Gemeinschaften und Organisationen. Von 1965 bis 1990 war er Mitglied der Schriftleitung des Journals Folia Haematologica in Leipzig und Fachübersetzer für russische Texte. Er war Mitglied der Gesellschaft für Pädiatrie der DDR, der Gesellschaft für Hämatologie und Bluttransfusion, der Gesellschaft für Krebsbekämpfung und der Gesellschaft für Hämatologie der DDR. Von 1967 bis 1989 war er stellvertretender Vorsitzender der AG Pädiatrische Hämatologie, Onkologie, Immunologie in der Gesellschaft für Pädiatrie und Mitglied der Arbeitsgruppe Krebs bei Kindern im Rat für Gegenseitige Wirtschaftshilfe. Darüber hinaus war er Mitglied in den Arbeitsgruppen Tumorimmunologie in der Gesellschaft für Pädiatrie der DDR und Klinische Gnotobiologie beim Ministerium für Gesundheitswesen der DDR sowie von 1990 bis 2000 in der Deutschen Gesellschaft für Kinderheilkunde, der Deutschen Krebsgesellschaft e. V. sowie der Gesellschaft für Pädiatrische Onkologie und Hämatologie. Von 1993 bis 2003 war er Mitglied der Humboldt-Gesellschaft zu Mannheim für Wissenschaft, Bildung und Kunst e.V.
Von 1978 bis 1989 war er 2. Vorsitzender der Gesellschaft für Deutsch-Sowjetische Freundschaft an der Universität Rostock.

## Ehrungen und Auszeichnungen
1977 wurde Hans-Joachim Blau mit dem Universitätspreis ausgezeichnet und 1988 zum Obermedizinalrat ernannt. 

## Schriften (Auswahl)
- Basophile und eosinophile Granulozyten bei verschiedenen Krankheitszuständen im Kindesalter. Rostock, 1964.
- Klinische und tierexperimentelle Untersuchungen zu aktuellen Problemen der Leukämie im Kindesalter. Ein Beitrag zur Leukämogeneseforschung unter besonderer Berücksichtigung immunologischer Faktoren. Rostock, 1971.
- Kinderheilkunde. Volk und Gesundheit, Berlin. 1980.
- Pädiatrische Immunologie. Thieme Verlag, Leipzig. 1982.
- Klinische und psychosoziale Aspekte bei Kindern mit onkologischen Krankheiten - Lehrmaterial für mittlere medizinische Fachkräfte. Potsdam, 1988.
- Krebs im Kindesalter. In der Schriftenreihe der Universität Rostock, 1990.
- Übergänge von Unheilbarkeit zur Rehabilitation. Aus dem Leben und der Arbeit eines Kinderarztes. Rostock, 2011.